# Souto Soares
Souto Soares é um município brasileiro do estado da Bahia que faz parte do território de identidade da Chapada Diamantina.

## História
Com presença humana anterior à colonização portuguesa do Brasil, conforme se observa dos sítios arqueológicos e pinturas rupestres situados em seu território, a ocupação humana contemporânea do território do atual município de Souto Soares ocorreu a partir da primeira metade do século XVII por garimpeiros à procura de ouro e pedras preciosas. As exigências da coroa portuguesa, vinculadas à mineração, desiludiram muitos mineradores, que passaram a se dedicar à agropecuária. Assim surgiram várias fazendas que posteriormente se transformaram em povoados. Esta ocupação, essencialmente rural, decorreu do crescimento da agricultura e da pecuária que passaram a ser as principais atividades econômicas que deram causa ao surgimento do povoado de Ouricuri ou Licuri.
No início do século XX, na Chapada Diamantina, região central do estado da Bahia, havia alguns povoados e vilas com pouca ligação entre si. Numa extremidade existia a Vila do Morro do Chapéu e o seu distrito de Caraíbas, atual cidade de Irecê. Na outra extremidade ficavam a Vila de Lençóis, Vila Bella das Palmeiras e a Vila Agrícola do Campestre, as quais viriam se tornar sede dos futuros municípios de Lençóis, Palmeiras e Seabra. Nessa época, o coronel Horácio de Matos era a liderança política principal da região e não tardou para que seu irmão, Francisco de Matos, fosse se estabelecer ali e construísse as primeiras casas juntamente com João Crispino Pires, Barnabé Gaspar e seu filho Braz Gaspar. Logo o arraial se desenvolve e recebe o nome de Ouricuri, coqueiro abundante e nativo da localidade. 
No ano de 1926, os integrantes da Coluna Prestes (denominados pela população local como "revoltosos") passaram pela localidade, tendo os moradores ficado aterrorizados com o evento, medo intensificado pela desinformação produzida pela propaganda governamental e pelas elites locais que espalhavam boatos de que os integrantes seriam "bandidos perigosos". Com o desenvolvimento da agricultura, especialmente a cultura da cana-de-açúcar, em 1933, aconteceu a primeira feira de venda de cachaça na região.
Em 1938, inicia-se a construção da primeira igreja no território do município, um templo da igreja católica. O santo católico São João Batista foi escolhido para ser o padroeiro da cidade. Nessa época, o principal meio de transporte utilizado pela população era a tração animal (especialmente o jegue e o cavalo), além do carro de Boi. No ano de 1944, foi construído o primeiro templo de uma igreja protestante, um templo religioso pertencente à Igreja Presbiteriana do Brasil que teve Armando Bastos à frente da instituição. Posteriormente, surgiriam outras instituições religiosas na localidade.
Em razão da falta de acesso à educação, os moradores do local dependiam da visita de professores particulares, como o senhor Severino Rodrigues, para a alfabetização dos moradores. Até o final da década de 1940, Ouricuri era um povoado com poucos moradores que, na maioria, se dedicavam ao cultivo do milho, feijão, mandioca, cana e as atividades comerciais. No ano de 1953, através da Lei estadual nº 628, desmembrou-se do distrito de Iraquara, passando a ser distrito próprio que recebeu o nome de Licuri, contudo, continuou a pertencer ao município de Seabra.
A partir da articulação política realizada por Rosalvo Pinto, oficial do Registro Civil, vereador da Câmara Municipal de Seabra pelo então distrito de Licuri e uma das lideranças políticas que defendia a emancipação desse povoado em relação ao município de Seabra, a reivindicação da comunidade deu resultado na promulgação da Lei estadual nº 1.700, de 5 de julho de 1962, que desmembrava o povoado de Licuri de Seabra, criando, assim, o município de Souto Soares, nome este que foi dado em homenagem ao médico, pecuarista e político João Souto Soares, que exercia a medicina em diversas localidades da Chapada Diamantina.
Nos dias atuais, a cidade é bastante conhecida pela produção de cachaça artesanal, produto famoso e apreciado pelos turistas que visitam o local.

## Geografia
O município de Souto Soares pertence às regiões geográficas intermediária de Feira de Santana e imediata de Seabra segundo a divisão do Instituto Brasileiro de Geografia e Estatística (IBGE) vigente desde 2017. Até então, com a vigência das divisões em microrregiões e mesorregiões, o município fazia parte da microrregião de Irecê, que por sua vez estava incluída na mesorregião do Centro-Norte Baiano. Dista 477 quilômetros de Salvador, capital estadual e 1 074 quilômetros de Brasília, capital federal. Com uma área de 1 095,85 km², Souto Soares é o 159º município em extensão territorial da Bahia e se limita com os seguintes municípios:
| Noroeste: Barra do Mendes | Norte: Barro Alto e Mulungu do Morro | Nordeste: Mulungu do Morro |
| Oeste: Barra do Mendes    |                                      | Leste: Mulungu do Morro    |
| Sudoeste: Seabra          | Sul: Iraquara, Seabra                | Sudeste: Iraquara          |

Souto Soares possui um clima caracterizado como semiárido com predominância do bioma da caatinga.

## Demografia
No censo demográfico de 2022, a população de Souto Soares era de 17 054 habitantes (91,31% vivendo na zona urbana), sendo o 201º município mais populoso da Bahia, apresentando uma densidade populacional de 16,61 km².
Da população total, 50,1% eram do sexo feminino e 49,9% do sexo masculino. Ainda segundo o mesmo censo, 66,3% dos habitantes se autodeclararam pardos, 23,9% brancos, 9,8% pretos, além de 8 indivíduos se identificando como amarelos e 3 pessoas como indígenas.
O Índice de Desenvolvimento Humano do município (IDH-M) é considerado baixo pelo Programa das Nações Unidas para o Desenvolvimento (PNUD). Segundo dados do relatório de 2010, divulgados em 2013, seu valor era de 0,592, sendo o 187º IDH da Bahia. Considerando-se apenas o índice de longevidade, seu valor é de 0,734, o valor do índice de renda é de 0,533 e o de educação 0,530. Em 2010, 51,38% da população soutosoarense viviam acima da linha de pobreza, 17,11% entre as linhas de indigência e de pobreza e 31,51% estava abaixo da linha de indigência. No mesmo ano, a participação dos 20% da população mais rica do município no rendimento total municipal era de 55,42%, valor quase trinta vezes superior à dos 20% mais pobres, que era de 1,90%.

### Comunidades Tradicionais
O município de Souto Soares reúne em seu território populações tradicionais de quilombolas, com destaque para o Quilombo do Segredo, de comunidades chapadeiras e de fundo e fecho de pasto, como a Comunidade de Fundo de Pasto de Cisterna.

## Organização Político-Administrativa
Sendo um município do Brasil, Souto Soares é administrada por dois poderes, o executivo e o legislativo, independentes e harmônicos entre si. O primeiro é representado pelo prefeito, auxiliado pelo seu gabinete de secretários e eleito pelo voto popular para um mandato de quatro anos, sendo permitida uma única reeleição para mais um mandato consecutivo, enquanto que o segundo é representado pela Câmara Municipal de Souto Soares, órgão colegiado de representação dos munícipes que é composto por vereadores também eleitos por sufrágio universal.
As atuais autoridades que ocupam cargos da organização político-administrativa de Souto Soares são as seguintes (data: 12 de janeiro de 2024):
- Prefeito: André Luiz Sampaio Cardoso - PT (2021/-)[20]
- Vice-prefeito: Maria de Lurdes Pereira dos Santos - PV (2021/-)[20]
- Presidente da Câmara: Edmilson Mendes dos Anjos - PT (2023/-)[21]

## Economia
A economia do município é baseada no setor primário, destacando-se a agricultura de subsistência ou agricultura familiar. O município não possui grandes latifúndios, por isso, a sua produção de grãos é pequena, porém, significativamente proporcional ao consumo de seu mercado interno. O município produz feijão, milho, mamona, mandioca e cana de açúcar. A cana de açúcar é utilizada para a produção de cachaça artesanal e de rapadura.
Em 2021, o PIB per capita do município era de R$ 7.944,50.

## Personalidades
Entre os soutosoarenses ilustres estão:
- Chiquinho, atleta de Karatê;
- Marcos Martins, futebolista.